# Sumpigaster falvipennis
Sumpigaster falvipennis là một loài ruồi trong họ Tachinidae.